# Chthonius hungaricus
Espèce
Chthonius hungaricus est une espèce de pseudoscorpions de la famille des Chthoniidae.

## Distribution
Cette espèce se rencontre en Hongrie et en Slovaquie.

## Description
Les mâles mesurent de 1,06 à 1,26 mm et les femelles de 1,19 à 1,57 mm.

## Étymologie
Son nom d'espèce lui a été donné en référence au lieu de sa découverte, la Hongrie.

## Publication originale
- Mahnert, 1981 : Chthonius (C.) hungaricus sp. n., eine neue Afterskorpion-Art aus Ungarn (Arachnida). Folia Entomologica Hungarica, vol. 41, p. 279-282.